# Fleurac (Dordogne)
Fleurac – miejscowość i gmina we Francji, w regionie Nowa Akwitania, w departamencie Dordogne, położona nad małą rzeczką Vimont.
Według danych na rok 1990 gminę zamieszkiwało 220 osób, a gęstość zaludnienia wynosiła 10 osób/km² (wśród 2290 gmin Akwitanii Fleurac plasuje się na 957. miejscu pod względem liczby ludności, natomiast pod względem powierzchni na miejscu 459.).